# Rebecca Rittenhouse

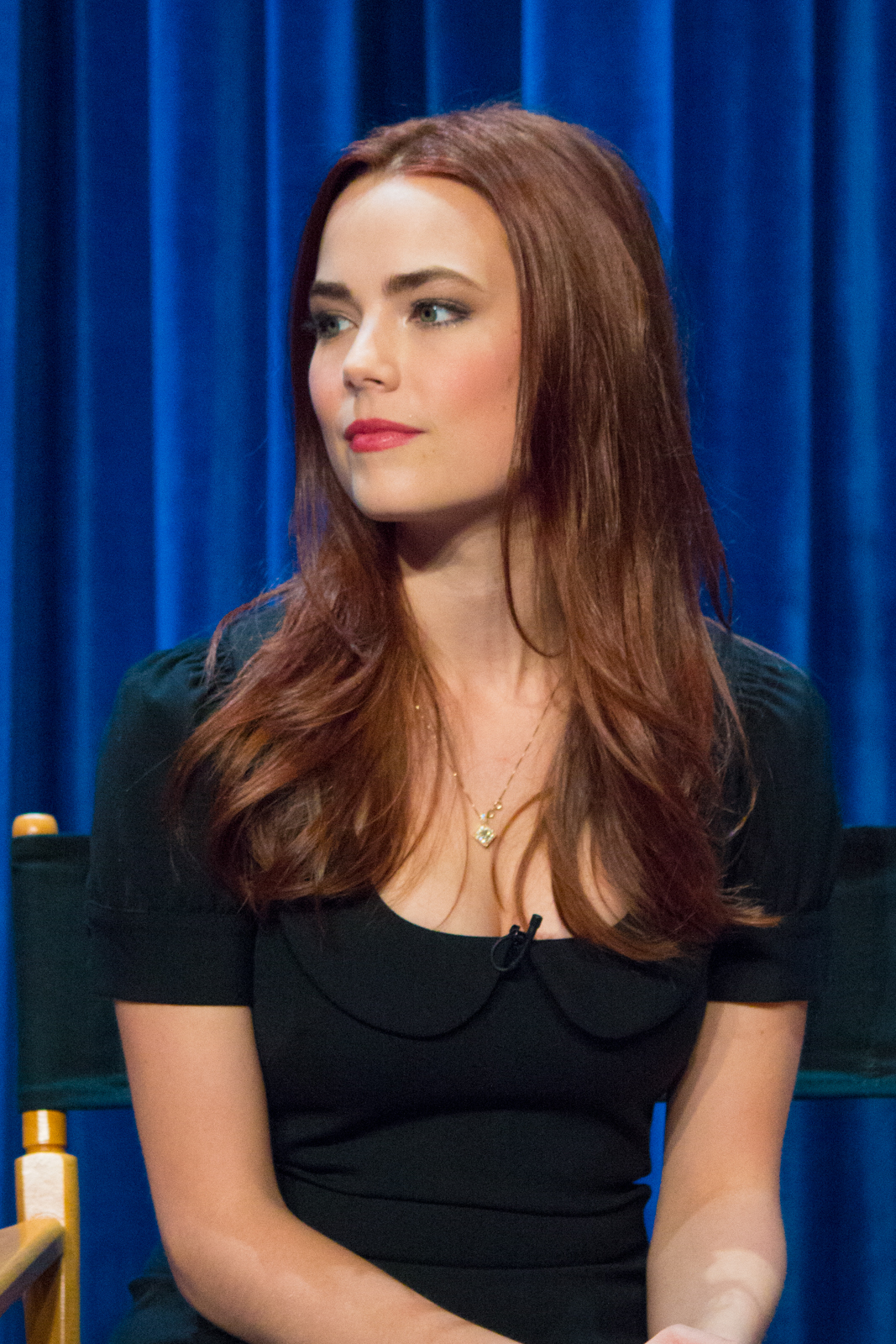
Rebecca Rittenhouse (2014)

Rebecca Rittenhouse (* 30. November 1988 im Los Angeles County, Kalifornien als Rebecca Rittenhouse Meaders) ist eine US-amerikanische Schauspielerin.

## Leben
Rebecca Rittenhouse wurde im November 1988 im Los Angeles County geboren. Nach der Highschool besuchte sie die University of Pennsylvania und studierte Schauspiel an der Atlantic Theater Company in New York City. Sie hatte ihr Off-Broadway-Debüt in der Saison 2013/14 als Gegenspielerin von Blythe Danner und Sarah Jessica Parker in dem Stück Commons of Pensacola. 2014 hatte Rittenhouse ihre erste Fernsehrolle in der Pilotfolge der Showtime-Fernsehserie The Affair. Im gleichen Jahr bekam sie auch die Rolle der Brittany Dobler in der kurzlebigen Fox-Serie Red Band Society. 2015 bekam sie die weibliche Hauptrolle in der ABC-Seifenoper Blood & Oil, in der sie die weibliche Serienprotagonistin und Ehefrau von Chace Crawford Cody LeFever spielte.

## Filmografie (Auswahl)
- 2011: Philadelphia, Ti Amo (Kurzfilm)
- 2014: The Affair (Fernsehserie, Episode 1x01)
- 2014–2015: Red Band Society (Fernsehserie, 13 Episoden)
- 2015: Blood & Oil (Fernsehserie, 10 Episoden)
- 2016–2017: The Mindy Project (Fernsehserie, 15 Episoden)
- 2018: Don’t Worry, weglaufen geht nicht (Don’t Worry, He Won’t Get Far on Foot)
- 2018: Unknown User: Dark Web (Unfriended: Dark Web)
- 2018: Suits (Fernsehserie, Episode 7x16)
- 2018: The Handmaid’s Tale – Der Report der Magd (The Handmaid's Tale, Fernsehserie, Episode 2x07)
- 2018: The Good Cop (Fernsehserie, Episode 1x07)
- 2018: Into the Dark (Fernsehserie, Episode 1x01)
- 2019: Once Upon a Time in Hollywood
- 2019: Four Weddings and a Funeral (Fernsehserie, 10 Episoden)
- 2021: Good on Paper
- 2022: Maggie (Fernsehserie, 13 Episoden)